# Шудтомъёль
Шудтомъёль — река в Прилузском районе Республики Коми. Правый приток Волосницы (бассейн Вятки).
Длина реки — 11 км. Протекает в лесах в сельском поселении Летка на крайнем юге республики. Исток в 14 км к западу от села Летка. В верхней части течёт на восток, в нижней — на северо-восток. Впадает в Волосницу по правому берегу в 7,5 км от её устья и в 1,7 км к юго-западу от деревни Крутотыла.
Имеется мост через реку в лесной просеке в среднем течении.

## Данные водного реестра
По данным государственного водного реестра России относится к Камскому бассейновому округу, водохозяйственный участок реки — Вятка от истока до города Киров, без реки Чепца, речной подбассейн реки — Вятка. Речной бассейн реки — Кама.
Код объекта в государственном водном реестре — 10010300212111100031709.